# Agelaos (broer van Meleagros)
Agelaos was de zoon van Oineus en Althaia, de broer van Meleagros.
Hij vond zijn dood in de slag, die de Kalydoniërs en Kureten over de kop en de huid van het Kalydonische zwijn met elkaar leverden.